# Чокпарский район
Чокпарский район — единица административного деления Алма-Атинского округа Казакской АССР, существовавшая в 1928—1930 годах. Центр — село Коктюбе.
Чокпарский район был образован в 1928 году в составе Алма-Атинского округа из Балхашской волости Алма-Атинского уезда и Кызыл-Уланской и Коктюбинской волостей Чуйского района Джетысуйской губернии.
В 1930 году Чокпарский район был упразднён, а его территория разделена между Балхашским и Чуйским районами.